# 松永光弘
松永 光弘（まつなが みつひろ、1966年3月24日 - ）は、日本の元プロレスラー、実業家（飲食店経営）。有限会社ミスターデンジャー代表取締役。通称「ミスター・デンジャー」。

## 経歴
中京高等学校（現：中京大学附属中京高等学校）、中京大学出身。齋藤彰俊、紀藤真琴、野中徹博と同期。高校時代、相撲でインターハイベスト32。大学時代に久島海と対戦経験がある。相撲に見切りを付けたのには山響親方（元大関・朝潮、現在は高砂親方）が久島海を「大相撲にはあれぐらいの体はざらにいる。」と辛辣に評したことが影響している。
空手に転じ、寛水流空手、誠心会館知多支部長（士道館杯にて全日本3位）を経る。
FMWの旗揚げに誠心会館所属として参戦、旗揚げ戦の1989年10月6日の名古屋市露橋スポーツセンター大会においてデビュー（対ビリー・マック戦）。12月10日のFMW後楽園ホール大会で、ジェリー・ブレネマン（現 ジェリー・フリン）と組み、大仁田厚・ターザン後藤組と日本初の『有刺鉄線デスマッチ』を行う。
FMWへの継続参戦を望んでいたが、誠心会館の館長である青柳政司の指示によりやむなくパイオニア戦志に参戦。同団体が崩壊すると「先に新日に参戦していた青柳に、反旗を翻す」と云うギミックで新日本プロレスに参戦。角刈りの頭髪を金色に染めて栗栖正伸、キム・ドクとピラニア軍団として結託し、青柳からは（一旦は）師弟の縁を切られたものの、試合を殆ど組んでもらえず、結局は青柳との一騎討ちに敗れピラニア軍団から追放されフェードアウトする。
その後、齋藤彰俊を応援する目的で観戦に来たところ、選手間の乱闘に巻き込まれたのをきっかけに、世界格闘技連合W★INGに参加。当時、格闘技路線とデスマッチ路線といった、2つの方向性を辛うじて並行させていた同団体において、自身の活路をデスマッチに見出していく。
1992年2月9日、後楽園ホールにおけるザ・ヘッドハンターズとの試合中、対戦相手目掛けて2階バルコニー席からのダイブを敢行したことにより、「ミスター・デンジャー」と呼ばれるようになる。
以降も、破天荒な行動や、過激化の一途を辿ったW★INGプロモーションのデスマッチ路線の最前線に立つことで、同団体のエース格と目されるまでになった。
1993年8月25日、W★INGの放漫経営に愛想を尽かし、FMWに再び参戦。後のインタビューで、この時の参戦の条件として「契約金100万円、週給3000ドル」に加え「12月の晴海大会（大仁田厚と電流爆破デスマッチで対決）まで頑張ったら、費用はFMW持ちで膝の手術をさせてくれる」という内容を提示されていたことを明らかにしており、「あのとき、ヒザを治してなければ、今もうグジャグジャだった」と大仁田への感謝の念を示している。ミスター・ポーゴとW★ING同盟を結成し、FMW正規軍、チーム・カナダと軍団抗争を繰り広げる。正規軍へ移籍し一時は大仁田とタッグ王者になったりと大仁田の後継者候補になるも最終的には正規軍を離脱。金村に誘われる形でW★ING同盟に復帰。再び大仁田と敵対して幾度もデスマッチを行い、大仁田引退後は「新生FMW」のデスマッチ路線を支える。
1996年春、FMWを退団し、主戦場を大日本プロレスに移す。ここでは、主にW★ING時代に自身が考案しながらも、諸事情で日の目を見なかったデスマッチを次々と具現化させた。1998年9月23日、同団体で「ワニデスマッチ」を行うが、『対戦相手』のワニは1mほどの小型のものであり、リングの内外に大きな脱力と失笑をもたらす結果となった。その他、自らが飼育するピラニアやサソリを動員したデスマッチも行っている。大日本参戦中、BJW認定デスマッチヘビー級王座を2回獲得した。
この時期、大日本プロレスが新日本プロレスと対抗戦を行うが、松永は対抗戦を拒否している。なお、もし参戦した場合、1997年1月4日の東京ドーム大会でグレート・ムタとの対戦が決まっていた。
1996年11月17日、有明コロシアムでダン・スバーンとバーリトゥード戦を行うが、脇固めによりギブアップ負け。雑誌のインタビューでは「ムタから逃げたと思われるのが癪だったから」と答えている。
2000年、K-1に参戦し、3月19日の横浜アリーナ大会で、グレート草津とK-1ルールで対戦。1ラウンドKO負け。
その後大日本からも離脱し、しばらくリングを離れていたが、2005年10月9日、ZERO1-MAXに参戦。健在をアピールするも、佐々木義人 (プロレスラー)に敗北しゼロワンより追放。1年後に再登場、2006年9月22日大森隆男vs村上和成戦に乱入し村上とタッグを結成したものの、10月27日の試合で仲間割れを起こす。11月11日村上と有刺鉄線デスマッチで対戦するもTKO負けを喫して再度追放された。試合中にはセコンドのHikaruを凶器で流血させたこともある。
2007年後半頃よりZERO1-MAX入団を大谷晋二郎（この年から社長に就任）に直訴。2008年1月24日、大谷と「入団査定マッチ」として「“地獄の針山”畳針デスマッチ」で対戦し敗北したが大谷からその戦い振りを評価され、2月8日ZERO1-MAXへの入団を果たした。しかし松永はすぐに大谷を襲撃し、デスマッチでの決着戦をアピール。5月17日の埼玉桂スタジオ大会で、大谷と「ガラスレイン鉄球地獄デスマッチ」を行うも敗北。この一戦を最後に、第一線から身を引くことを表明した。
2009年12月23日、齋藤彰俊を対戦相手に引退試合を行った。その前月、11月7日付けの東京スポーツ紙上で、上述の大谷戦を「“デスマッチ”引退試合」と位置付けたうえで、既にそれ以来試合間隔を空けていたことから「プロレスラーの体が作れるうちに自分へのケジメとして」あと1戦、“プロレスラーとしての”引退試合を行いたいと訴え、対戦相手にはプロレスリング・ノア所属となった齋藤を指名した。さらに「デスマッチは引退したから普通の試合でもいい」「よそのリングに齋藤を引っ張るのは筋が違う」と、ノアの大会での対戦を熱望。それまで接点すら無かったノアの会場に自ら出向き、副社長の丸藤正道らに直談判、試合を組んで貰えるよう懇願した。その結果「通常のシリーズでは組まない」「デスマッチは禁じる」との条件付きながらも認められ、希望どおりに「松永光弘引退記念試合」として、齋藤との一騎討ち（時間無制限1本勝負）が、2009年12月23日の丸藤正道プロデュース興行にて組まれた。後日、試合直前になってデスマッチ強行も匂わせたものの、実際の試合では、大掛かりな凶器は一切封印、反則攻撃さえも最小限に留めて闘った。結局、10分24秒、齋藤のスイクル・デスからピンフォール負けを喫した。しかしながら「（齋藤は）強かったですね、無謀だった。でもやらずに終わるよりいい。やってよかった。完全燃焼です」と語り、相手となった齋藤も「デスマッチだったら松永にかなわない。『20年前に2人で語り合った夢』のプロレスラーとして（松永は）引退してくれた」と“盟友”に賛辞を送った。
引退後は後述のステーキ店経営のほか、自作楽器を用いた演奏家としても活動。2019年・R-1ぐらんぷりアマチュア部門では古時計を改造した楽器で優勝した。

### ファイトスタイル
空手と相撲をバックボーンとする。指導した事のあるミスター・ヒトによれば「典型的なストーンフェイスで、セール（やられて痛みを表現する意）・ファイトバック（やられて怒りを表現する意）のどっちもできない困った奴でね。ある日、でかいペンチで腕を思い切りひねってやったら、叫んで怒ったんですよ。痛いだろう？腹が立つだろう？その表情や仕草をリングでやるんだ、と教えても全くできなかった。そういう意味で、今のプロレスに向いていなかったね」という特徴のある事から、プロレスのリングではひたすらにデスマッチスタイルを好み、独創性に富んださまざまな自作凶器をリングに持ち込んでは自ら進んでその餌食となり壮絶なやられっぷりを見せるという、特異なファイトスタイルで知られる。有刺鉄線バットを自らの足に装着して仕掛ける（当然自分も痛い）『W★ING式サソリ固め』などは語り草となっている。また、デスマッチにおいては、他選手のようなTシャツ着用を良しとせず上半身裸で臨む気概を見せる。まれに道着を着込むこともあるが、その時は着衣に火をつけられて火だるまになる。

## 人物
後述のとおり、レストランのオーナー経営者で、実際にコックとして毎日働いている。
趣味は熱帯魚（特に大型魚）飼育。自宅の居間には大型水槽が6本あり、うち1本はエサの金魚用。フィギュア作成が趣味の金村キンタローに対して「お前、そんな生きてない物を相手にして楽しいのか？」と言ったこともある（因みに金村もペットは飼っている）。その他にも、工具などを改造して作る自作楽器という趣味があり、上述のとおり「R-1ぐらんぷり2019」の「アマチュア動画ぐらんぷり」に演奏動画を応募し優勝し、テレビ出演を果たした。
傷の回復力を高めるため、酒、煙草は一切やらない。

## レストラン経営
松永はレストラン経営者でもある。
店名は「ステーキハウス・ミスターデンジャー 立花本店」（法人名「有限会社ミスターデンジャー」）。自らの別名をそのまま店名とした。1997年、東京の丸八通り沿い（東武亀戸線東あずま駅近く）にて開店した。以後コックとして、試合がある日以外は自ら厨房に立ちステーキを焼いている。
2007年には店内を改装し「牢獄風ステーキハウス・ミスターデンジャー 立花本店」とした。現在はかつての商売道具（＝反則攻撃用凶器）だけでなく拷問具や手錠が壁に飾られている。また水道橋の「尾道ラーメン麺一筋」のフランチャイジーとなり江東区にラーメン店を出した事があるが、他人に売却した。
ステーキ店開業の際には東京のレストラン「ステーキの志摩」において一から修行した。志摩での修行初日、店長が出勤する前に店の掃除を全て済ませて意気込みを見せた、という逸話もある。ノアで引退試合を組んでもらった縁で、田上明がステーキ店を開業する際には、松永が技術を教えた。

## 出演

### 映画
- 狂猿（2021年、SPACE SHOWER FILMS）[9]

## 得意技
- デンジャー・ボム
  - クロスアーム・サンダーファイヤー・パワーボム
- 各種凶器攻撃
- 各種キック
  - 空手仕込みの重みのある蹴りを得意とした。

## タイトル歴
- W★ING認定世界タッグ王座
- 世界ブラスナックルタッグ王座
- NAWA北米ヘビー級王座
- BJW認定デスマッチヘビー級王座

## 戦績

### 総合格闘技
| 総合格闘技 戦績 | 総合格闘技 戦績 | 総合格闘技 戦績 | 総合格闘技 戦績 | 総合格闘技 戦績 | 総合格闘技 戦績 | 総合格闘技 戦績 |
| --------------- | --------------- | --------------- | --------------- | --------------- | --------------- | --------------- |
| 1 試合          | (T)KO           | 一本            | 判定            | その他          | 引き分け        | 無効試合        |
| 0 勝            | 0               | 0               | 0               | 0               | 0               | 0               |
| 1 敗            | 0               | 1               | 0               | 0               | 0               | 0               |

| 勝敗 | 対戦相手       | 試合結果       | 大会名                               | 開催年月日     |
| ×    | ダン・スバーン | 1R 1:32 脇固め | THE U-JAPAN SUPER FIGHTING '96 VOL.1 | 1996年11月17日 |

### キックボクシング
| 勝敗 | 対戦相手     | 試合結果                  | 大会名           | 開催年月日    |
| ×    | グレート草津 | 1R 0:30 TKO（タオル投入） | K-1 BURNING 2000 | 2000年3月19日 |

## 著作
- 『ミスター・デンジャー プロレス危険地帯』（1998年8月、長崎出版）ISBN 978-4930695826
- 『人生の壁を破る50の反則』（2007年9月1日、オークラ出版）ISBN 978-4775510445…ステーキ店経営にまつわる苦労、お金にまつわる苦労、生きるための苦労を隠すことなく書いている。
- 『ミスター・デンジャー プロレス危険地帯』（2009年7月21日、長崎出版、編集：柚原大八）ISBN 978-4860953379
- 『オープンから24年目を迎える人気ステーキ店が味わった デスマッチよりも危険な飲食店経営の真実』（2020年7月27日、ワニブックス）ISBN 978-4847099496

## 関連書籍
- ミスター・デンジャー松永光弘 最後のデスマッチ ISBN 978-4860953386